# Нисграу
Нисграу (нем. Niesgrau) — община в Германии, в земле Шлезвиг-Гольштейн. 
Входит в состав района Шлезвиг-Фленсбург. Подчиняется управлению Штайнбергирхе.  Население составляет 595 человек (на 31 декабря 2010 года). Занимает площадь 9,89 км².